# نیکلاس کوسا
نیکلاسِ کوئس (۱۴۰۱–۱۱ آگوست ۱۴۶۴) که با نام‌های نیکلاسِ کوسانوس، نیکلای کوزایی و نیکلاسِ کوسا نیز شناخته‌می‌شود، فیلسوف، یزدان‌شناس، قانون‌دان و ستاره‌شناس آلمانی بود. او که جزو نخستین طرفداران آلمانی انسان گرایی رنسانس بود؛ خدمات سیاسی و معنوی بسیاری در تاریخ اروپا به جای گذاشته‌است. نمونه برجسته‌ای از نوشته‌های معنوی وی «جهل آموخته» است.

## زندگی‌نامه
نیکولاس کوسانوس در سال ۱۴۰۱ میلادی در دهکده کوزا(کوسا) در دره‌ی موزل متولد شد. او که در نوجوانی از تعلیمات فرقه برادران زندگی عادی در دِوِنتر بهره‌مند شده بود، بعداً در دانشگاه‌های هایدلبرگ (۱۴۱۶) و پادوا ۱۴۱۷ تا ۱۴۲۳ تحصیل کرد. در قانون شرع(Canon law) به درجه دکترا دست یافت. در سال ۱۴۲۶ به کشیشی منصوب شد و در کوبلنتس مقامی به دست آورد، اما در سال ۱۴۳۲ کنت فون ماندرشید می‌خواست اسقف تریر بشود به "شورای بازل" فرستاده شد. نیکولاس در امور شورا درگیر شد و خود را طرفدار میانه‌روِ مسالمت‌جویی نشان داد. اما بعداً به سوی پاپ روی آورد و از طرف منصب پاپی راهی ماموریت‌های مختلفی شد. به طور مثال، او در ارتباط با مذاکرات برای پیوند مجدد کلیسای شرق با روم که (موقتاً) در شورای فلورانس تحقق یافت به بیزانس رفت.. در سال ۱۴۴۸ به مقام کاردینالی منصوب شد و در سال ۱۴۵۰ به اسقفی بریکسون رسید؛ و این در حالی است که او از ۱۴۵۱ تا ۱۴۵۲ نماینده پاپ در آلمان بود. او در ماه آگوست سال ۱۴۶۴ در تودی در اومبریا از دنیا رفت.

## آثار
- درباره توافق جامع (۱۴۳۳ تا ۱۴۳۴ میلادی)
- درباره نادانی آموخته (۱۴۴۰)
- درباره حدس‌ها (۱۴۴۰)
- درباره خدای پنهان (۱۴۴۴)
- درباره‌ی جستجوی خدا (۱۴۴۵)
- درباره‌ سِفر پیدایش (۱۴۴۷)
- دفاع از نادانی آموخته (۱۴۴۹)
- کتاب عوام (۱۴۵۰)
- درباره تکامل هندسه (۱۳۵۰)
- درباره رویت خدا (۱۴۵۳)
- درباره همه [مباحث] ریاضی (۱۴۵۳)
- درباره ریاضی کامل (۱۴۵۸)
- درباره امکان بالفعل(محقق) (۱۴۶۰)
- وارسی قرآن (۱۳۶۱)
- چهار رساله درباره لاغیر (۱۴۶۲)
- در شکار عقل (۱۴۶۳)
- در اوج تامل (۱۴۶۴)